# Luiz Alberto Martins de Oliveira
Luiz Alberto Martins de Oliveira (Clevelândia, 2 de julho de 1947 - Curitiba, 1º de abril de 2018) foi um advogado e político brasileiro filiado ao Aliança Renovadora Nacional (Arena) e posteriormente ao Partido Democrático Social (PDS).
Filho de Cândido Machado Martins de Oliveira Netto, era irmão de Cândido Martins de Oliveira, que foi deputado estadual, secretário do governo paranaense e conselheiro do Tribunal de Contas do Paraná.
Era formado em Direito pela Universidade Federal do Paraná (UFPR). Assumiu o cargo de procurador do Legislativo estadual. Foi eleito deputado estadual pela primeira vez em 1974 pela Arena. Reelegeu-se em 1978, 1982 e 1986, sendo que nas duas últimas eleições, pelo PDS.
Em 1990, participou como primeiro suplente da chapa vitoriosa do então candidato ao Senado, José Eduardo de Andrade Vieira, dono do banco Bamerindus. José Eduardo se licenciou do Senado por dois períodos para ocupar o cargo de ministro nos governos de Itamar Franco e de Fernando Henrique Cardoso, portanto, assumiu Oliveira como senador do Paraná entre 1992 e 1993 e de 1995 a 1996. No fim de 1993, licenciou-se do Senado para assumir a presidência da Telepar.
Durante o governo de Jaime Lerner no Paraná, foi nomeado em 1997 para o cargo de secretário especial de governo. Já em 1998 assumiu a chefia da Casa Civil do governo estadual, ocupando o cargo até 199.